# 瓦索·苏博蒂奇
瓦索·苏博蒂奇（羅馬化：Vaso Subotić，1969年4月29日—），塞尔维亚前男子水球运动员。他曾代表南联盟国家队参加1996年夏季奥林匹克运动会水球比赛，获得第八名。